# Alex Young
Alexander Young (28 de diciembre de 1938, Cranhill, East End, Glasgow - 4 de agosto de 1997) fue un guitarrista escocés y músico de sesión. 
Alexander Young fue el miembro fundador de The Easybeats, hermano de George, Malcolm y Angus Young, miembros fundadores de la banda británica AC/DC. 
Cuando la familia Young emigró a Sídney, Australia en 1963, Alexander decidió permanecer en el Reino Unido para seguir con sus intereses musicales. En 1967, Alexander formó la banda londinense Grapefruit -inicialmente llamada "The Grapefruit"- con tres exmiembros de "Tony Rivers and the Castaways" (es decir, John Perry, Geoff Swettenham y Pete Swettenham). Durante este tiempo, Alex tocaba el bajo. 
Alexander firmó un contrato como compositor con Apple Music Publishing Ltd. ubicado en Londres, en la calle 94 de Baker Street, fundada por el director Terry Doran (después de Grapefruit), director general de Apple y amigo de los Beatles, en el verano de 1967. La canción escrita en el contrato se basaba en la fuerza de la canción "Lullaby for a Lazy Day", una de las canciones preferidas de los Beatles (una cinta de esta canción fue encontrado en las pertenencias personales de John Lennon, después de que fue asesinado en Nueva York). 
Grapefruit fue lanzado por los Beatles con una conferencia de prensa el 17 de enero de 1968, con el primer sencillo "Dear Delilah". Este llegó al número 21 en el chart del Reino Unido solo en febrero de 1968. A finales de 1969, la banda se disolvió y sólo Alex permaneció en el negocio de la música, como músico de sesión. 
Una canción escrita por Alexander, "I'm a Rebel", fue grabada en 1976 por la banda de sus hermanos, AC/DC, pero esta grabación nunca fue lanzada. La canción fue versionada por el grupo alemán Accept. 
Alex Young lanzó un nuevo single bajo el nombre de Grapefruit, "Sha-Sha Universal Party" con George Young y Harry Vanda.
Falleció en 1997 producto de un cáncer de pulmón.